# Henry van Loon
Henry van Loon (Oirschot, 8 april 1982) is een Nederlands stand-upcomedian, cabaretier en acteur.

## Biografie
Van Loon groeide op in het Brabantse Oirschot. In 2001 verhuisde hij naar Amsterdam om te studeren aan de Kleinkunstacademie. Zijn carrière als stand-upcomedian begon in maart 2004 toen hij lid werd van Comedytrain. Hij heeft sindsdien regelmatig in Toomler op het podium gestaan en speelde mee met de Comedytrain Theatertour. Een fragment uit een van deze optredens, waarin hij televisieprogramma De Wereld Draait Door persifleert, werd in 2010 een hit op het internet en leverde hem zijn eerste bekendheid op bij het grote publiek.
Van Loon was in november 2004 voor het eerst op televisie te zien met een imitatie van Hans Teeuwen in het programma Kopspijkers. Andere satirische programma's waar hij vervolgens aan meewerkte zijn Koppensnellers, Draadstaal, Van Zon op Zaterdag, Comedy Live en Vrijdag op Maandag. Voor TV Lab maakte Van Loon in 2009 De Henry van Loon Entertainment Show, bestaande uit verschillende sketches. Televisieseries waarin hij een gastrol had zijn Shouf Shouf!, Crimi Clowns en Van God Los. De Luizenmoeder (2018–2019) is de eerste tv-serie waarin Van Loon een vaste rol kreeg, namelijk die van de stoicijnse conciërge Volkert die op de school zoveel slimmer is dan de directeur, de leerkrachten en de ouders. Door het miljoenenpubliek van de serie kreeg Van Loon meer landelijke bekendheid. In 2023 speelde hij tovenaar Proculas in Panduloria, een serie van Prime Video.
Zijn eerste filmrol had Van Loon in 2003; een bijrol in Pietje Bell 2: De Jacht op de Tsarenkroon. Van Loon kroop driemaal in de huid van Zwarte Piet; in de films Het paard van Sinterklaas (2005) en het vervolg Waar is het paard van Sinterklaas? (2007), en het tv-programma De Club van Sinterklaas (2007). Hij speelde ook een rol als medewerker van het Ministerie van Defensie in de actiekomedies New Kids Turbo en New Kids Nitro van regisseursduo Steffen Haars en Flip van der Kuil. In 2013 kreeg hij een van de hoofdrollen in hun romantische komedie Bro's Before Ho's.
In het kader van het twintigjarig jubileum van Comedytrain werd Van Loon, evenals Martijn Koning, René van Meurs en Floor van der Wal, gevolgd voor de documentaire Erop of eronder (2011) van Michiel van Erp.
In het voorjaar van 2011 ging Van Loons eerste cabaretvoorstelling De Henry van Loon Entertainment Show in première. In 2012 en 2013 stond hij met zijn tweede avondvullende show Electropis in de theaters. Deze werd goed ontvangen, met onder meer een viersterrenbeoordeling in De Volkskrant en De Telegraaf. Van Loon kreeg lof voor zijn 'virtuoze stand-upcomedy' en het koppelen van 'acteertalent, gevoel voor absurdisme en gortdroge grappen aan een stoïcijnse gezichtsuitdrukking'. Een ingekorte versie van Electropis werd op 13 september 2014 op televisie uitgezonden door de VARA en trok 148.000 kijkers.
In het theaterseizoen 2014/2015 stond Van Loon met zijn derde soloprogramma Sluimer op de planken. Het Parool beoordeelde Sluimer met vier sterren en noemde het 'een volwassen programma met een kop en een staart', waarin 'inhoud en lach bijna naadloos in elkaar over lopen'. Zijn vierde show Sleutelmoment (2017/2018) leverde hem opnieuw vier sterren op in De Volkskrant, met als conclusie dat hij 'knappe types en cartoons op het podium creëert [...] rondom zijn favoriete thema's mannelijkheid en onhandigheid in het sociale verkeer'. De voorstelling werd op 17 maart 2019 door 180.000 tv-kijkers gezien bij BNNVARA.
Van Loon heeft meerdere malen deelgenomen aan het programma The Roast Of..., uitgezonden door Comedy Central. De eerste keer was in 2017, bij The Roast of Giel Beelen. Later deed Van Loon mee aan The Roast Of Ali B. Het jaar daarop volgde een nieuwe deelname bij The Roast of Hans Klok. Van Loon kondigde aan dat dit zijn laatste optreden in The Roast of... zou zijn. 
Op 10 december 2018 kondigde Van Loon in het praatprogramma  Pauw zijn vijfde cabaretvoorstelling Onze Henry aan. Het overlijden van zijn moeder in 2017 is daarin een centraal thema. De show kreeg vier sterren in NRC Handelsblad en werd betiteld als 'zijn meest evenwichtige programma tot nu toe' en 'een mooie balans [gevonden] tussen humor en ontroering'. Onze Henry werd op 6 februari 2021 uitgezonden op SBS6 en trok 318.000 kijkers.
Van Loon maakt met Martijn Hillenius, Steef Hupkes, Niels van der Laan en Jeroen Woe deel uit van de zangformatie Stanley en de Menzo's, die onder meer in het voorprogramma van Acda en De Munnik stond.
Sinds december 2019 trad Van Loon als vaste gast op in de satirische talkshow Promenade van Diederik Ebbinge.
Hij speelde een hoofdrol in de voor een Oscar genomineerde korte film 'I'm Not a Robot' (2023) van Victoria Warmerdam. De film won de Oscar in maart 2025.

## Persoonlijk
Van Loon had van 2011 tot 2017 een relatie met actrice Jennifer Hoffman. Zij leerden elkaar kennen tijdens de opnames van Comedy Live.
In maart 2018 bevestigde hij een relatie te hebben met actrice Jelka van Houten. In 2020 werden zij ouders van een dochter. Sinds januari 2024 zijn zij verloofd.  In februari 2025 zijn zij getrouwd.

## Cabaretprogramma's
- De Henry van Loon Entertainment Show (2011)
- Electropis (2012 – 2013)
- Sluimer (2014 – 2015)
- Sleutelmoment (2017 – 2018)
- Onze Henry (2018 – 2019)
- Jannie The Showdog (2022 - 2024)
- Keanu (2024 - heden)

## Filmografie

### Film
| Jaar | Titel                                     | Rol                                | Opmerkingen |
| ---- | ----------------------------------------- | ---------------------------------- | ----------- |
| 2003 | Pietje Bell 2: De Jacht op de Tsarenkroon | Autobestuurder                     |             |
| 2005 | Het paard van Sinterklaas                 | Hoofdpiet                          |             |
| 2006 | Wolf                                      | Jitse                              | Korte film  |
| 2006 | Hardcore                                  | Freek                              | Korte film  |
| 2007 | Waar is het paard van Sinterklaas?        | Hoofdpiet                          |             |
| 2010 | New Kids Turbo                            | Man 1 op Ministerie van Defensie   |             |
| 2011 | New Kids Nitro                            | Man 1 op Ministerie van Defensie   |             |
| 2012 | Plan C                                    | Receptionist                       |             |
| 2012 | No Vacancy                                | Samuel                             | Korte film  |
| 2013 | Bro's Before Ho's                         | René                               |             |
| 2014 | Gooische Vrouwen 2                        | Ambtenaar van de burgerlijke stand |             |
| 2015 | De Boskampi's                             | Paulo Boskampi                     |             |
| 2015 | Ja, ik wil!                               |                                    |             |
| 2016 | Huisdiergeheimen                          | Norbert (stem)                     |             |
| 2017 | Ron Goossens, Low Budget Stuntman         | Peter van der Voort                |             |
| 2017 | Gek van geluk                             | Tjeerd                             |             |
| 2018 | Goin’ Rectal                              | Sociaal Cultureel Psycho-analist   |             |
| 2019 | Klaus                                     | Jesper Johansson                   | Stem        |
| 2019 | Huisvrouwen bestaan niet 2                | Yogaleraar                         |             |
| 2022 | Ome Cor                                   | Hans                               |             |
| 2023 | Ik ben geen robot                         | Daniël                             | Korte film  |
| 2024 | OUT                                       | Zen                                |             |

### Televisie
| Jaar        | Titel                                  | Rol                                          | Opmerkingen                               |
| ----------- | -------------------------------------- | -------------------------------------------- | ----------------------------------------- |
| 2004        | Kopspijkers                            | Hans Teeuwen                                 | Afl. van 20 november 2004                 |
| 2006 – 2007 | Koppensnellers                         | Verschillende rollen                         |                                           |
| 2007 – 2010 | Draadstaal                             | Verschillende rollen                         |                                           |
| 2007        | Shouf Shouf!                           | Nico                                         | Afl.: 'Tussen kunst en niets'             |
| 2007        | De Club van Sinterklaas                | Acrobaatpiet                                 |                                           |
| 2009        | De Henry van Loon Entertainment Show   | Verschillende rollen                         | Voor TV Lab 2009                          |
| 2009        | Van Zon op Zaterdag                    | Vertegenwoordiger / Abe Lenstra              | Afl. van 13 juni 2009                     |
| 2011        | Erop of eronder                        | Zichzelf                                     | Documentaire                              |
| 2011        | Comedy Live                            | Verschillende rollen                         |                                           |
| 2011        | Vrijdag op Maandag                     | Verschillende rollen                         |                                           |
| 2012        | Crimi Clowns                           | EZ                                           | Afl.: 'One Flew Over the Cuckoo's Nest'   |
| 2013        | Van God Los                            | Ramon                                        | Afl.: 'Dead Man's Hand'                   |
| 2017        | Van God Los                            | Charley Beverman                             | Afl.: 'Beverman & Zn.'                    |
| 2017        | Smeris                                 | Karl                                         | Afl.: 'In Excelsis Theo'                  |
| 2017        | The Roast of Giel Beelen               | Roaster                                      |                                           |
| 2018 – 2019 | De Luizenmoeder                        | Volkert                                      |                                           |
| 2018        | Yep!                                   | Verschillende rollen                         |                                           |
| 2019 - 2025 | Promenade                              | Zichzelf                                     | NPO-serie                                 |
| 2019        | Random Shit                            | Verschillende rollen                         |                                           |
| 2019        | Top 2000 Quiz                          | Zichzelf                                     | Deelnemers-duo met Stefan Stasse          |
| 2020        | Barrie Barista en het einde der tijden | Barrie Barista                               | Videoland-serie                           |
| 2020        | Niks te melden                         |                                              | NPO-serie                                 |
| 2021        | Comedy Central Roast                   | Roastmaster (zichzelf)                       | Afl.: 'Comedy Central Roast of Hans Klok' |
| 2022-heden  | Tropenjaren                            | Jelle Klein                                  | NPO-serie                                 |
| 2022        | Zenith II                              | Peter Muller                                 | NPO-serie                                 |
| 2022        | The Masked Singer                      | Kandidaat, als de Joker als tweede geëindigd | RTL 4                                     |
| 2023        | LOL: Last One Laughing                 | Deelnemer, geëindigd als vijfde              | Prime Video                               |
| 2023        | Panduloria                             | Tovenaar Proculas                            | Prime Video                               |
| 2024        | Boerderij van Dorst                    | Zichzelf                                     | Gast                                      |

## Discografie

### Singles
| Jaar | Act         | Nummer    | Vlag van Nederland | Vlag van Nederland | Opmerkingen                                                    |
| Jaar | Act         | Nummer    | 100                | Weken              | Opmerkingen                                                    |
| ---- | ----------- | --------- | ------------------ | ------------------ | -------------------------------------------------------------- |
| 2010 | DoeMaarDave | Meisjes   | -                  | -                  |                                                                |
| 2012 | DoeMaarDave | Apres Ski | -                  | -                  |                                                                |
| 2019 | DoeMaarDave | Fuifje    | 69                 | 13                 | als zijn personage DoeMaarDave voor het programma Random Shit. |

## Trivia
- Henry van Loon bracht als zijn personage Dave beter bekend als DoeMaarDave uit de serie Random Shit het nummer Fuifje uit, dit stond enkele weken op nummer 1 in de Viral Top 50 van Spotify.[17] Tevens behaalde het nummer plek 69 plek in de Nederlandse Single Top 100.[18]